# Oued El Barad
Oued El Barad (în arabă وادي البارد) este o comună din provincia Sétif, Algeria.
Populația comunei este de 2.333 de locuitori (2008).